# Simplex (Turijn)
Simplex is een historisch merk van motorfietsen.
Pellini & Ferraris, later Luigi Pellini, Torino (1921-1950).
Italiaans merk dat aanvankelijk 123 cc tweetakten met liggende cilinder maakte.
In 1927 volgden er 173 cc- en later ook 246- en 346 cc kopkleppers met eigen, stevige motoren.
Na 1945 kwamen er 148- tot 248 cc kopkleppers die echter in bescheiden aantallen werden gemaakt.
- Andere merken met de naam Simplex, zie Simplex (Amsterdam) - Simplex (Birmingham) - Simplex (New Orleans).